# Police and Fire Reform (Scotland) Act 2012
Der Police and Fire Reform (Scotland) Act 2012 ist ein 2012 vom Schottischen Parlament verabschiedetes Gesetz. Es zentralisierte die Aufgaben der Feuerwehren und der Polizei in Schottland.

## Regelungen
Die schottische Regierung beschloss am 8. September 2011, dass in Schottland ein einziger Polizeidienst eingerichtet werden solle. Das Schottische Parlament setzte dies mit dem Police and Fire Reform (Scotland) Act 2012 um. Der Police Service of Scotland (kurz: Police Scotland) mit Hauptsitz in Kincardine (Fife) wurde am 1. April 2013 durch den Zusammenschluss von acht regionalen Polizeikräften in Schottland, der Central Scotland Police, der Dumfries and Galloway Constabulary, der Fife Constabulary, der Grampian Police, der Lothian and Borders Police, der Northern Constabulary, der Strathclyde Police, der Tayside Police sowie den Fachdiensten der Scottish Police Services Authority und der Scottish Crime and Drug Enforcement Agency gegründet. Schottland hat zudem seit diesem Zeitpunkt eine einzige Zentrale Feuerwehrleitstelle mit Sitz in Perth, die durch den Schottischen Feuerwehr- und Rettungsdienst betrieben wird.